# Лыхо, Вячеслав Николаевич
Вячеслав Николаевич Лыхо (род. 16 января 1967 году, Михнево, СССР) — советский и российский легкоатлет, толкатель ядра, бронзовый призёр летних Олимпийских игр 1992 года.
Проходил подготовку под руководством заслуженного тренера РСФСР Владимира Петровича Аверина.
Личный рекорд — 21,20 м.
На летних Олимпийских играх 1992 года Лыхо толкнул ядро на 20,94 м (причём фаворитами в Объединённой команде считались А. Немчанинов и А. Клименко).